# 尚冕
尚冕（1433年—？），字從周，湖廣襄陽府棗陽縣人，明朝政治人物。進士出身。

## 生平
湖廣鄉試第八十八名。天順八年（1464年）登甲申科第二甲第六名進士。

## 家族
曾祖父尚得仁。祖父尚雲，曾任知縣。父亲尚聰，曾任兵馬尉指揮。